# 十家堡站
十家堡站是一个京哈线上的铁路车站，位于吉林省梨树县十家堡镇，建于1909年，目前为三等站，邮政编码为136501。目前客运：办理旅客乘降；行李、包裹托运；货运：办理整车货物发到。
车站设有2条正线、4条到发线:688；车站设有天成油脂、中孚粮油、宇航物资、新天龙实业、九丰酒业等单位的专用线共6条。